# Gelo azul
Gelo azul é um tipo de gelo formado pela compactação da neve sob grande pressão no fundo de uma geleira. Esse processo extingue as bolhas de ar, fazendo sua massa adquirir uma cor azul devido à absorção da luz.